# Klara Hitler

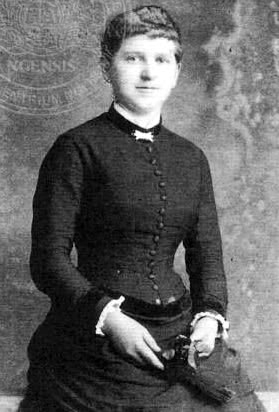
Klara Hitler (1880)

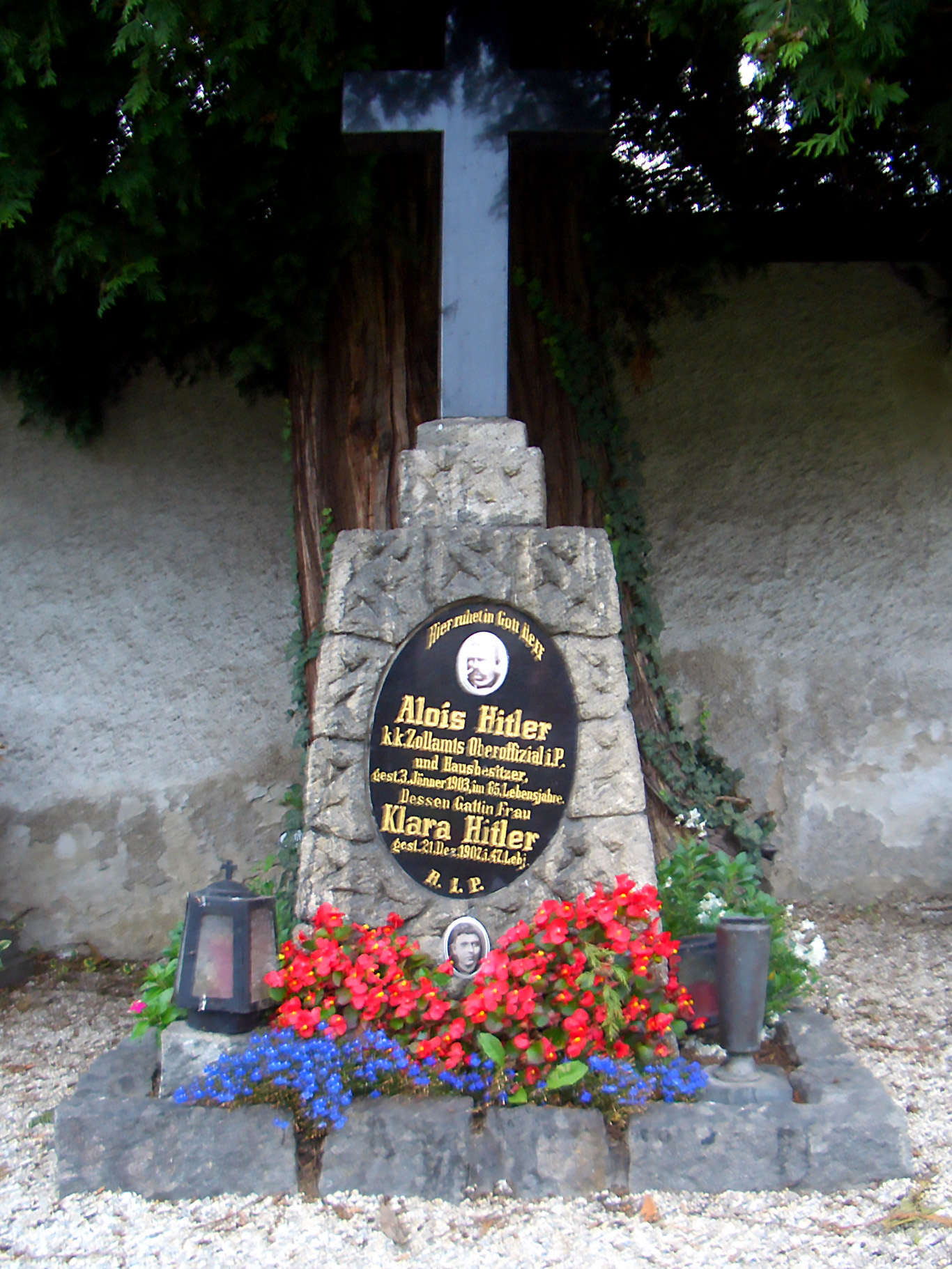
Grób rodziców Adolfa Hitlera przed likwidacją

Klara Hitler z domu Pölzl (ur. 12 sierpnia 1860 w Spital, zm. 21 grudnia 1907 w Linzu) – matka Adolfa Hitlera.

## Życiorys
Jej rodzicami byli Johann Baptist Pölzl oraz Johanna Hiedler. Urodziła się w wielodzietnej rodzinie – była jedną z jedenaściorga rodzeństwa, z których dzieciństwo przeżyło tylko dwoje dzieci. W roku 1876 opuściła dom rodzinny i zamieszkała w Braunau nad Innem. Tamże zaczęła pracę jako służąca w domu swego przyszłego męża Aloisa Hitlera. Po czteroletniej przerwie w pracy (w latach 1880–1884) powróciła do niej, by opiekować się dziećmi Hitlera z jego drugiego małżeństwa z Franciszką Matzelsberger (która umarła na gruźlicę 10 sierpnia 1884).
7 stycznia 1885 odbył się ślub Klary z Aloisem. Do zawarcia ślubu kościelnego wymagana była dyspensa Kościoła, gdyż oboje byli kuzynostwem drugiego stopnia (dziadek Klary od strony jej matki Johann Nepomuk Hüttler był bratem prawdopodobnego ojca Aloisa – Johanna Georga Hiedlera). Dyspensa nadeszła pod koniec grudnia 1884 roku.
Klara wraz ze swym mężem miała sześcioro dzieci:
- Gustaw (niem. Gustav) (ur. 17 maja 1885, zm. 8 grudnia 1887 na błonicę)
- Ida (ur. 25 września 1886, zm. 2 stycznia 1888 na błonicę)
- Otto (ur. 1888, zm. po kilku dniach)
- Adolf (ur. 20 kwietnia 1889, samobójstwo 30 kwietnia 1945)
- Edmund(inne języki) (ur. 24 marca 1894, zm. 28 lutego 1900)
- Paula (ur. 21 stycznia 1896, zm. 1 czerwca 1960)

Dwa lata po śmierci męża Klara zachorowała na raka sutka. Chorobę zdiagnozował i leczył żydowski lekarz Eduard Bloch. W 1907 przeszła operację, która nie zahamowała rozwoju choroby. Zmarła w Linzu i została pochowana w pobliskim Leonding. W 2012 grób Klary i Aloisa Hitlerów zlikwidowano, ponieważ był używany przez neonazistów jako obiekt kultu w zastępstwie nigdy niepowstałego grobu Adolfa.